# Paramaevia poultoni
Paramaevia poultoni är en spindelart som först beskrevs av George William Peckham och Elizabeth Maria Gifford Peckham 1901.  Paramaevia poultoni ingår i släktet Paramaevia och familjen hoppspindlar. Inga underarter finns listade i Catalogue of Life.